# Hendrik Redant
Hendrik Redant, nacido el 1 de noviembre de 1962 en Ninove, es un director deportivo y antiguo ciclista belga. Profesional desde 1987 a 1997, donde sus victorias más importantes fueron la París-Tours y la Japan Cup en 1992. Enseguida se convirtió en director deportivo ejerciendo sus funciones en el equipo Omega Pharma-Lotto. En la actualidad dirige al conjunto Human Powered Health.

## Palmarés
| 1987 - Circuito de Houtland 1988 - Kuurne-Bruselas-Kuurne - 1 etapa de los Tres Días de La Panne - 1 etapa de la Vuelta a Bélgica 1989 - Halle-Ingooigem - Grand Prix de Fayt-le-Franc 1990 - Kuurne-Bruselas-Kuurne - Tour de l'Oise - 1 etapa del Circuito de la Sarthe - Grand Prix de Fayt-le-Franc - Tour de la Haute-Sambre - Campeonato de Flandes 1991 - Circuito de las Ardenas Flamencas– Ichtegem - 1 etapa de la Vuelta a Aragón - Omloop van de Vlasstreek | 1992 - París-Tours - Japan Cup - Grand Prix Jef Scherens - Stadsprijs Geraardsbergen - 2 etapas de la Vuelta a Gran Bretaña - 1 etapa de la Vuelta a Andalucía - 1 etapa de la Vuelta a los Valles Mineros - 1 etapa del Boland Bank Tour 1993 - 1 etapa del Tour d'Armorique - 1 etapa de la Ruta del Sur 1994 - 2 etapas del Boland Bank Tour - Strand Classic 1995 - 1 etapa del Boland Bank Tour - Gran Premio de la Villa de Zottegem - Omloop van het Waasland 1996 - 1 etapa de la Vuelta a Portugal - 1 etapa del Boland Bank Tour |

## Resultados

### Grandes Vueltas y Campeonatos del Mundo
Durante su carrera deportiva ha conseguido los siguientes puestos en las Grandes Vueltas y en los Campeonatos del Mundo en carretera:
| Carrera         | 1987 | 1988 | 1989 | 1990  | 1991  | 1992  | 1993 | 1994 | 1995 | 1996 | 1997 |
| --------------- | ---- | ---- | ---- | ----- | ----- | ----- | ---- | ---- | ---- | ---- | ---- |
| Giro de Italia  | -    | 124º | -    | -     | -     | -     | -    | -    | -    | -    | -    |
| Tour de Francia | -    | -    | -    | 150.º | 140.º | 122.º | -    | 93.º | Ab.  | -    | -    |
| Vuelta a España | -    | -    | -    | -     | -     | -     | 97.º | -    | -    | 115º | -    |
| Mundial en Ruta | -    | -    | -    | -     | -     | -     | -    | -    | -    | -    | -    |